# بانك باستر
بانك باستر (بالإنجليزية: PunkBuster)‏ هو برنامج حاسوب مصمم للكشف عن البرمجيات المستخدمة في الغش في الألعاب عبر الإنترنت. وذلك من خلال فحص محتويات ذاكرة الجهاز المحلي. الحاسوب الذي يتم اكتشاف استخدامه لأدوات الغش يحضر من الاتصال إلى الخوادم المحمية. الهدف من البرنامج هو عزل الغشاشين ومنعهم من تخريب الألعاب. تم تطوير بانك باستر من قبل شركة «إيفن بالانس».